# 柳家緑助
柳家 緑助（やなぎや ろくすけ、1994年5月10日 - ）は、落語協会に所属する落語家。本名∶大庭 広祐。

## 経歴
2013年3月16日、柳家花緑に入門。2015年1月21日に前座となる、前座名は「緑助」。
2018年11月1日に橘家文吾、金原亭小駒と共に二ツ目昇進。

## 芸歴
- 2013年3月∶柳家花緑に入門。
- 2015年1月∶前座となる、前座名「緑助」。
- 2018年11月∶二ツ目昇進。

## 人物
登龍亭獅篭の実家の隣家の理髪店の幼なじみだった娘の子どもが緑助である。
同じく落語家の瀧川鯉昇の実家は緑助の母親の実家の近所である。
中学、高校時代に陸上部に所属していた。
ラジオが好きで特にくりぃむしちゅーのファンである。好きが高じて福袋演芸場の破壊落語では自作の「上田根問」を口演したほどである。

## 活動
- 浅草演芸ホール8月中席で毎年行われる住吉踊り連に所属している。
- 2021年11月から12月にかけて行われた『ご当地落語』の５行程全日程に参加した。『ご当地落語』は、３～４人の落語家と落語作家、写真家などが福島・山形の温泉地に４日間滞在し、現地の伝承などをもとにした新作落語を創作・発表。大きな注目を集めた。
- 2021年12月13日：ご当地落語「芦ノ牧温泉」で、新作落語『どぶろく改め』（作・讃岐邦好）が、ＭＶＰにあたる大川荘賞を受賞。
- 2021年12月17日：芦ノ牧温泉に続いて行われた、ご当地落語「岳温泉」で、現地滞在４日間で自らが創り演じた新作落語『おじいちゃんのプライド』が、ＮＨＫ賞を受賞。
- 2022年1月28日：都内大田区での公演「下丸子らくご倶楽部」で行われた『若手バトル』で、柳亭市好を破って優勝を果たし、「やったー！　勝ったよー！」と喜びの声をTwitterであげる。